# Украина на зимних Олимпийских играх 2002
Украина принимала участие в Зимних Олимпийских играх 2002 года в Солт-Лейк-Сити, США в третий раз за свою историю, но не завоевала ни одной медали.